# Obsjtina Borovo
Obsjtina Borovo (bulgariska: Община Борово) är en kommun i Bulgarien.   Den ligger i regionen Ruse, i den norra delen av landet, 220 km öster om huvudstaden Sofia. Antalet invånare är 6 309. Arean är 245 kvadratkilometer. Obsjtina Borovo gränsar till Obsjtina Ivanovo.
Terrängen i Obsjtina Borovo är kuperad åt sydväst, men åt nordost är den platt.
Obsjtina Borovo delas in i:
- Batin
- Gorno Ablanovo
- Ekzarch Josif
- Obretenik
- Brestovitsa

Följande samhällen finns i Obsjtina Borovo:
- Borovo